# Dhabihah

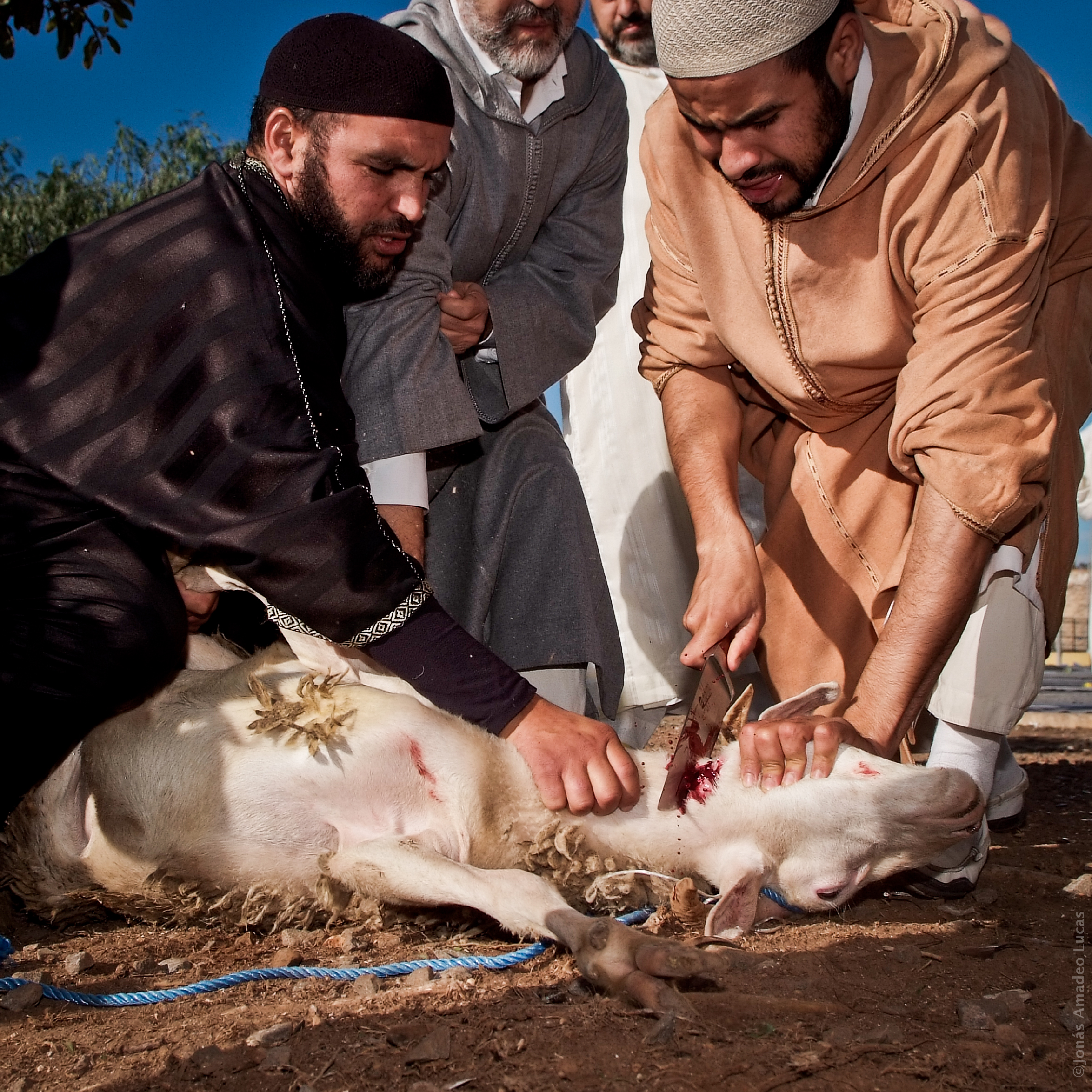
Giết mổ cừu non bằng nghi thức Dhabihah (cắt cổ) trong lễ hiến tế Eid at Adha

Dhabihah hay còn gọi là Zabiha (tiếng Ả rập: ذَبِيْحَة dhabīḥah, có nghĩa là giết mổ) là một phương pháp giết mổ theo nghi thức chặt chẽ trong đạo Hồi tuân thủ theo luật Halal (tiếng Ả rập: Halāl/حلال, nghĩa là hợp pháp, được phép) được áp dụng cho các súc vật như dê, cừu, trâu, bò, gà ngoại trừ châu chấu, cá và hầu hết sinh vật biển. Động vật bất hợp lệ hoặc bị cấm kỵ (haram) như lợn, chó, sư tử, gấu theo đạo Hồi thì không được giết mổ. Nghi thức này xuất phát từ quan niệm của Hồi giáo về động vật.

## Halal
Theo quy định của đạo Hồi, người giết mổ gia súc (đồ tể) phải là người Hồi giáo, từ Allah (Chân chủ) phải được người mổ thịt nói trước khi mổ. Dụng cụ giết mổ phải được mài sắc bén để đảm bảo tính nhân đạo. Động vật phải được giết ở khe cổ họng, một vết rạch nhanh, sâu với một con dao sắc bén. Động vật phải còn sống trước khi bị mổ. Thịt của động vật bị chết hoặc bất tỉnh trước khi mổ không phải là thịt Halal. Thịt sau khi mổ phải được treo ngược lên để máu chảy ra hết. Thịt Halal là thịt không dính máu. Động vật phải được cho ăn ở chế độ tự nhiên, không chứa các sản phẩm làm từ động vật khác.
Đối với việc cắt cổ được xác định là phương pháp giết động vật với mục đích làm cho thịt chúng thích hợp cho con người sử dụng. Những điều kiện sau đây phải được thỏa mãn để Dhabh đạt được yêu cầu của luật Shariah:

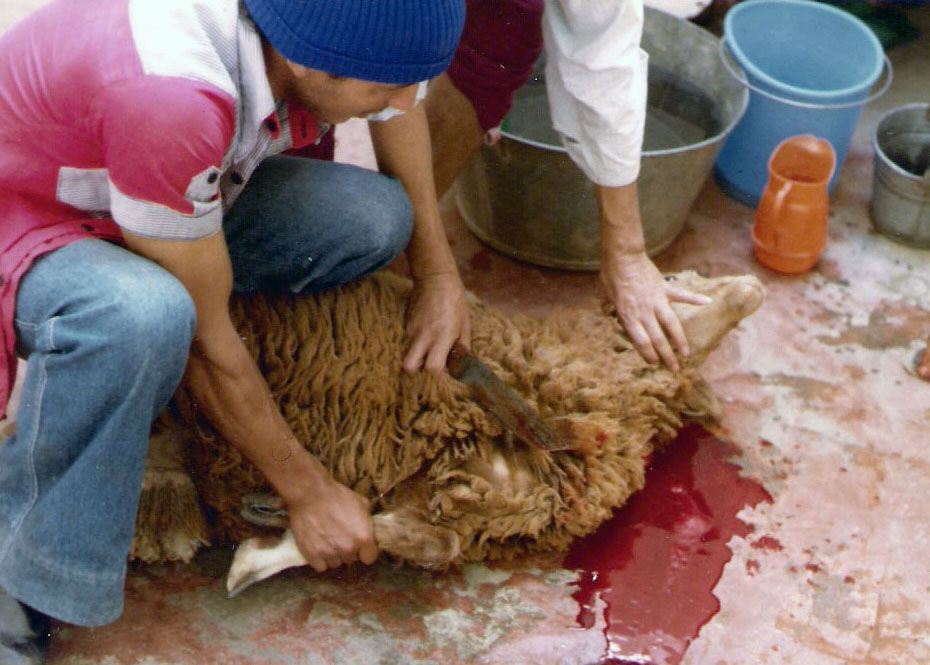
Cắt cổ cừu

- Người thao tác Dhabh (người cắt cổ) phải là phải là người Hồi giáo và là người có tinh thần minh mẫn, và là người trưởng thành. Nếu một người thiếu hoặc mất khả năng do say hay là thiểu năng lý trí thì người ấy phải ngừng công việc cắt cổ ngay, sẽ có người khác vào thay thế vị trí Dhabh này.
- Những cái dao để thao tác Dhabh phải thật sự sắc bén để tạo điều kiện cắt da và mạch máu để máu thoát nhanh và tức thì, để cho xuất huyết nhanh và toàn bộ, không thể nói là cắt cổ nếu chỉ cắt da và các phần khác mà không cắt tĩnh mạch cảnh. Tiến trình được bắt đầu với vết cắt bằng con dao sắt như khuyến cáo đã rút ngắn toàn bộ thời gian cắt cổ, và có vẻ như con vật ít đau đớn hơn là gây ngất.
- Con vật bị gây ngất trước khi bị giết, đôi khi con vật vẫn không hề bất tĩnh khi bị đánh một lần mà phải đánh thêm lần nữa. Phương pháp Dhabh cho phép con vật thoát máu nhanh và hiệu quả. Tim đập càng mạnh thì máu thoát ra càng nhiều, sự co giật không chủ động của con vật bị giết theo cách thức Dhabh nhiều hơn những con vật bị gây bất tỉnh.
- Các điều kiện sinh lý được diễn tả có hiệu lực đối với sự thoát máu của cơ thể con vật, nhưng nó chỉ hoạt động hết công suất nếu con vật bị cắt cổ trong lúc còn sống bằng cách cắt cuống họng và để lại phần cột sống mà không gây bất động cho bộ não của con vật.
- Nơi cắt được thực hiện trên cổ động vật ở một điểm ngay dưới thanh môn. Theo truyền thống, lạc đà được cắt cổ bằng cách rạch một đường dao ở bất cứ nơi nào trên cổ, tiến trình này được gọi là Nahr. Khí quản và thực quản phải được cắt cùng với động mạch cảnh và tĩnh mạch cảnh.
- Xương sống không phải cắt vì thế đầu động vật không hoàn toàn bị nghiêm trọng. Bằng phương pháp gây ngất hoặc gây sốc, con vật vẫn còn sống một vài phút sau đó. Vì lý do này mà một vài cơ sở giết mổ dùng gây ngất cho súc vật và dùng gây giật trong nước có điện cho gia cầm. Ở một số nước, gây ngất bằng cách đánh đã làm cho súc vật bị chết. Cũng vì lý do này mà một số tổ chức đã không cho phép gây ngất trong quy trình giết mổ Halal.
- Một nghi thức quan trọng là phải cầu nguyện cho con vật bị giết theo nghi lễ Tasmiyah hoặc là lời cầu nguyện nghĩa là nhân danh Allah bằng lời Bismillah (nhân danh Allah) hoặc là Bismillah Allahuakbar (nhân danh Allah, Allah vĩ đại) trước khi cắt cổ động vật. Lời cầu nguyện còn khác tùy theo từng trường phái khác nhau. Nhưng lời cầu nhân danh Allah là phổ biến hơn cả và được cho là điều kiện quan trọng của Dhabh.

## Haram
Một số hành động bị cấm hay kiêng kỵ và không được chấp nhận (haram) như:
- Bắt con vật nằm xuống trước rồi sau đó mới mài dao là việc làm không được chấp nhận, vì lý do nhân đạo nên hành động mài dao trước mặt động vật trong lúc cắt cổ là không được chấp nhận. Không nên mài dao trước mặt động vật đang chuẩn bị cắt cổ.
- Để cho dao cắt chạm vào tủy sống hoặc là cắt đứt cổ động vật là việc làm không được chấp nhận. Việc cắt đứt đầu, đánh vào đầu hoặc là đập đầu là việc làm đáng ghê tởm đối với cộng đồng Hồi giáo (Muslim) nói chung.
- Bẻ gãy cổ, lột da, cắt đứt từng phần hay là nhổ lông trong khi động vật vẫn chưa chết hẳn là không thể chấp nhận. Đôi khi trong các lò giết mổ công nghiệp, để đạt được tiến độ người ta đã tháo sừng, tai, chân trước trong khi con vật vẫn chưa chết hẳn. điều này đi ngược lại với nguyên tắc và yêu cầu của Dhabh và cần phải tránh.
- Thao tác Dhabh với dụng cụ cắt đã cùn (không bén) là không được chấp nhận.
- Không được cắt cổ con vật khi để con khác nhìn thấy cảnh đồng loại bị giết. Điều này đi ngược lại tiến trình giết mổ nhân đạo.
- Một động vật nằm trong chủng loài Halal thì mới được giết mổ theo cách Halal. Ngoài cách cắt cổ ít gây đau đớn và chết nhanh, động vật phải được nuôi, chuyên chở, bắt và giữ theo điều kiện nhân đạo. Vì thế cách đập đầu, chích điện để gây ngất trước khi cắt cổ sẽ không được chấp nhận. Với cách thức hạn chế hiện đại và cách gây ngất, tiến trình này không còn thích hợp.